# Oldenlandia parva
Oldenlandia parva là một loài thực vật có hoa trong họ Thiến thảo. Loài này được Troch. mô tả khoa học đầu tiên năm 1932.